# Txagataïdes
Txagataïdes són els descendents de Txagatai, segon fill de Genguis Kan.
L'any 1260 el net de Genguis Khan, Khublai Kan va pujar al tron i després de vèncer en la Guerra Civil Toluida, el 1271 va proclamar la dinastia Yuan i va establir la nova capital a Cambaluc, l'actual Beijing l'any següent. Khublai va prendre va intentar, sense èxit, recuperar el control dels Txagataïdes i Ogodeïdes però la guerra civil juntament amb la guerra Berke-Hulagu i la posterior guerra Kaidu-Kublai havien debilitat molt l'autoritat del gran khan sobre la totalitat de l'Imperi mongol i aquest es va fracturar en quatre khanats separats, cadascun perseguint els seus propis interessos i objectius: el khanat de l'Horda d'Or al nord-oest, el Kanat de Txagatai a l'Àsia central, l'Ilkanat a l'Iran i la dinastia Yuan a la Xina, amb seu a Cambaluc, l'actual Beijing, encara que els emperadors posteriors de la dinastia Yuan eren considerats els sobirans nominals dels kanats occidentals.
D'aquesta dinastia foren els kans dels kanats següents:
- Kanat de Txagatai
- Kanat de Mogulistan
- Kanat de Turfan